# Вальделомар, Абраам
Пе́дро Абраа́м Вальделома́р Пи́нто (исп. Pedro Abraham Valdelomar Pinto; 27 апреля 1888, Писко, Перу — 3 ноября 1919, Аякучо) — перуанский писатель, поэт, журналист, эссеист и драматург. Считается основателем перуанского авангарда в литературе. Основатель журнала «Colónida».
Портрет Абраама Вальделомара помещён на современную перуанскую банкноту 50 перуанских новых солей. Похоронен на кладбище «Пастор Матиас Маэстро».

## Работы

### Повести
- 1911 — La ciudad de los tísicos («Город чахоточных»)
- 1911 — La ciudad muerta («Мертвый город»)
- 1916 - Yerba santa («Йербасанта»)

### Сборники рассказов
- 1918 — El Caballero Carmelo («Кабальеро Кармело»)
- 1921 — Los hijos del sol «Сыны солнца»
- 1924 — El vuelo de los condores
- 1927 — El caballero carmelo

### Сборники стихов
- 1916 — Las voces múltiples ( «Разнообразные голоса»)
- Tristia
- El hermano ausente en la cena de Pascua

### Пьесы
- 1914 -El vuelo (Drama inspired by the flight of Carlos pioneering Tenaud of Peruvian aviation[прояснить])
- 1916 — Verdolaga (Tragedy of single that fragments are conserved)
- Palabras (modernist and allegorical Tragedy in one act)

### Эссе
- 1910 — Con la argelina al viento (crónicas)
- 1917 — Ensayo sobre la psicología del gallinazo
- ???? — Con la argelina al viento
- 1918 — Belmonte, El Trágico. Ensayo de una estética futura a través del arte nuevo

### Биография
- 1915 — La Mariscala